# 세인트루이스 미술관
세인트루이스 미술관(영어: Saint Louis Art Museum, 약칭: SLAM)은 미국의 주요 미술관 중 하나로, 세계 각지의 회화, 조각, 문화재, 고대 걸작들이 전시되어 있다. 3층짜리 건물인 세인트루이스 미술관은 미주리주 세인트루이스의 포레스트 파크에 있으며, 매년 최대 50만 명의 사람들이 방문한다. 세인트루이스시의 문화세금 구역 보조금을 통해 입장료는 무료이다.
세인트루이스 미술관에는 특별 전시 외에도 순회 전시가 있으며 현대 작가들이 참여하는 Currents 시리즈를 비롯해 뉴미디어 아트와 종이 작품을 정기적으로 전시하는 등 설치 미술 작품 전시회도 있다.